# برنادت پیترز
برنادت پیترز (انگلیسی: Bernadette Peters؛ ۲۸ فوریهٔ ۱۹۴۸) یک هنرپیشه و خواننده اهل ایالات متحده آمریکا است. وی از سال ۱۹۵۸ میلادی تاکنون مشغول فعالیت بوده‌است.

## گزیده فیلم‌شناسی
فهرست برخی از فیلم‌هایی که برنادت پیترز در آنها به ایفای نقش پرداخته است:
- محوطه دراز
- سکه‌هایی از بهشت در نقش آیلین
- کادیلاک صورتی در نقش لو ان مک‌گویین
- آلیس
- بداهه
- آناستازیا (صداپیشه سوفی)
- بهترین مثال(مجموعه تلویزیونی)
- ادیسه
- خصلت خانوادگی
- احمق
- کشمکش خوب
- بردگان نیویورک